# Beta Corvi
Beta Corvi (β Crv, Kraz) – gwiazda w gwiazdozbiorze Kruka. Znajduje się w odległości około 163 lat świetlnych od Słońca

## Nazwa
Gwiazda ta ma nazwę własną Kraz, która pojawia się w atlasie Bečvářa. Międzynarodowa Unia Astronomiczna w 2018 roku formalnie zatwierdziła użycie nazwy Kraz dla określenia tej gwiazdy.

## Charakterystyka
Jest to samotny żółty olbrzym, reprezentujący typ widmowy G5. Ma temperaturę 5100 K i świeci z jasnością 160 razy większą niż jasność Słońca. Ma promień 16 razy większy niż Słońce i masę 3,3 M☉. Gwiazda prawdopodobnie jest na etapie przejściowym, przed zainicjowaniem syntezy helu w węgiel w swoim jądrze. Około 300 milionów lat temu była znacznie gorętszą, błękitną gwiazdą typu widmowego B7.